# 1550
1550 (MDL) je bilo navadno leto, ki se je po julijanskem koledarju začelo na sredo.

## Dogodki
- Primož Trubar v mestu Schwäbisch Hall izda Katekizem in Abecednik, prvi tiskani knjigi v slovenščini
- švedski kralj Gustav Vasa odredi ustanovitev mesta Helsinki

## Rojstva
- 4. oktober – Karel IX.  , kralj Švedske in Finske († 1611)
- 28. oktober - Stanislav Kostka, poljski jezuit, svetnik († 1568)
- 22. december - Cesare Cremonini, italijanski filozof, aristotelovec in Galilejev rival († 1631)
- 31. december - Henrik I. Guiški, ustanovitelj Katoliške lige  († 1588)

Neznan datum
- John Napier lord Merchiston, škotski matematik, teolog († 1617)
- okoli 1550 - Henry Barrowe, angleški puritanec († 1593)
- okoli 1550 - Willem Barents, nizozemski pomorščak († 1597)

## Smrti
Neznan datum
- Ak Kubek, kas Astrahanskega kanata (* ni znano)
- Raghunatha Širomani, indijski hindujski logik in filozof (* 1475)